# Antonia Prebble
Pour les articles homonymes, voir Prebble.
Antonia Mary Prebble, née le 6 juin 1984 à Wellington, est une actrice néo-zélandaise. Elle est surtout célèbre pour le rôle de Trudy, dans la série La Tribu.

## Parcours
Fille d'un professeur britannique de droit à  l'Université Victoria de Wellington et d'une néo-zélandaise, elle fréquente une école de danse classique pendant huit ans, apprend la flûte et la guitare espagnole.
À neuf ans, elle a l'occasion de jouer dans The Magical Kingdom of Thingymijid. À la fin des années 1990 et au début des années 2000, elle travaille régulièrement avec les sociétés de production d'émissions pour enfants à la télévision, en Nouvelle-Zélande,  notamment dans le rôle de Trudy dans cinq séries de La Tribu, de 1999 à 2003. 
En 2005, elle obtient un rôle principal dans le casting de la comédie dramatique néo-zélandaise Outrageous Fortune, où elle joue l'adolescente de 15 ans et cinéphile Loretta West. En février 2010, c'est le tournage de la sixième et dernière série de Outrageous Fortune. Elle apparaît, cette même année 2010, dans le clip de Flip Grater pour Careful. elle intervient aussi en présentatrice de télévision.

## Filmographie
- The Magical Kingdom of Thingymijid (1993)
- Starchild (1994)
- Mirror,Mirror 2 (1997) dans le rôle de Mandy McFarlane
- A Twist in the Tale, Les mystères de la bibliothèque (1998) dans le rôle de Jem dans l'épisode « a Crack in Time »
- La Tribu (saisons 1, 2, 3, 4, 5: 1999-... ) dans le rôle de Trudy
- Dark Knight (2001) dans le rôle de Ruth dans l'épisode « Damned »
- WNTV (What Now Television) (2002-... ) présentatrice
- Power Rangers Dino Thunder dans le rôle de Krista (2004) dans l'épisode 28 "la passion de Connor"
- Power Rangers force Mystique dans le rôle de Clare (2006)
- 2013 : White Lies